# Windturbine-aerodynamica
Windturbine-aerodynamica is aerodynamica toegepast op windturbines. Moderne windturbines hebben 2 of 3 smalle wieken of vleugels. Amerikaanse windmolens, met veel meer wieken, lijken meer geschikt om de kracht van de wind op te vangen maar schijn bedriegt: door de helft van de wieken eruit te knippen deden ze het juist beter, wat te verklaren is door de stroming en de windkrachten te berekenen.

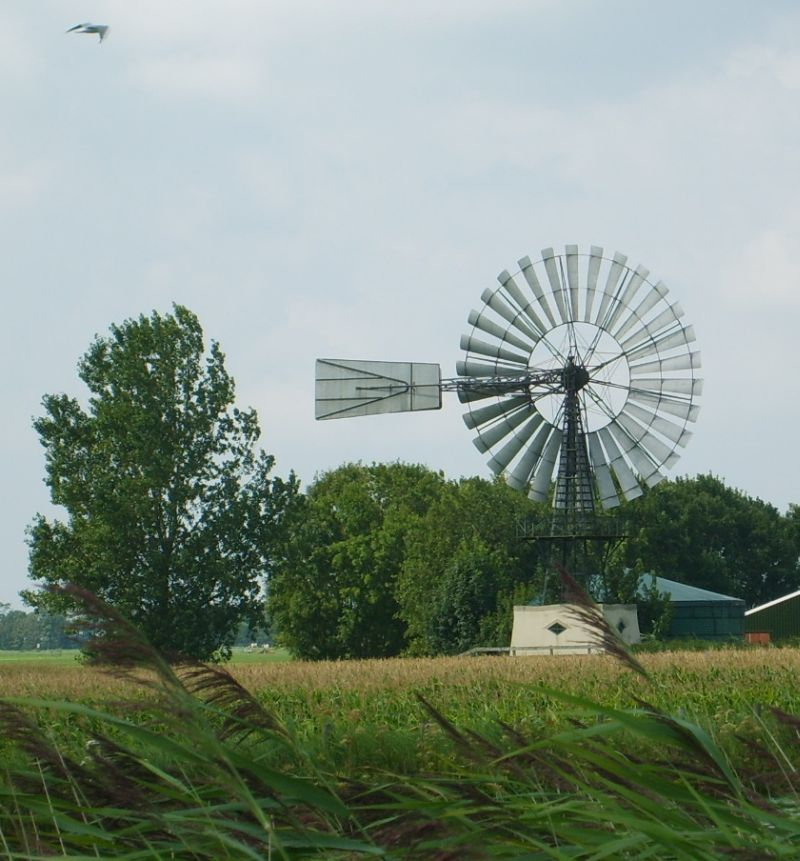
Deze “Amerikaanse windmolen” in Friesland staat uit de wind gedraaid door middel van de windvaan.

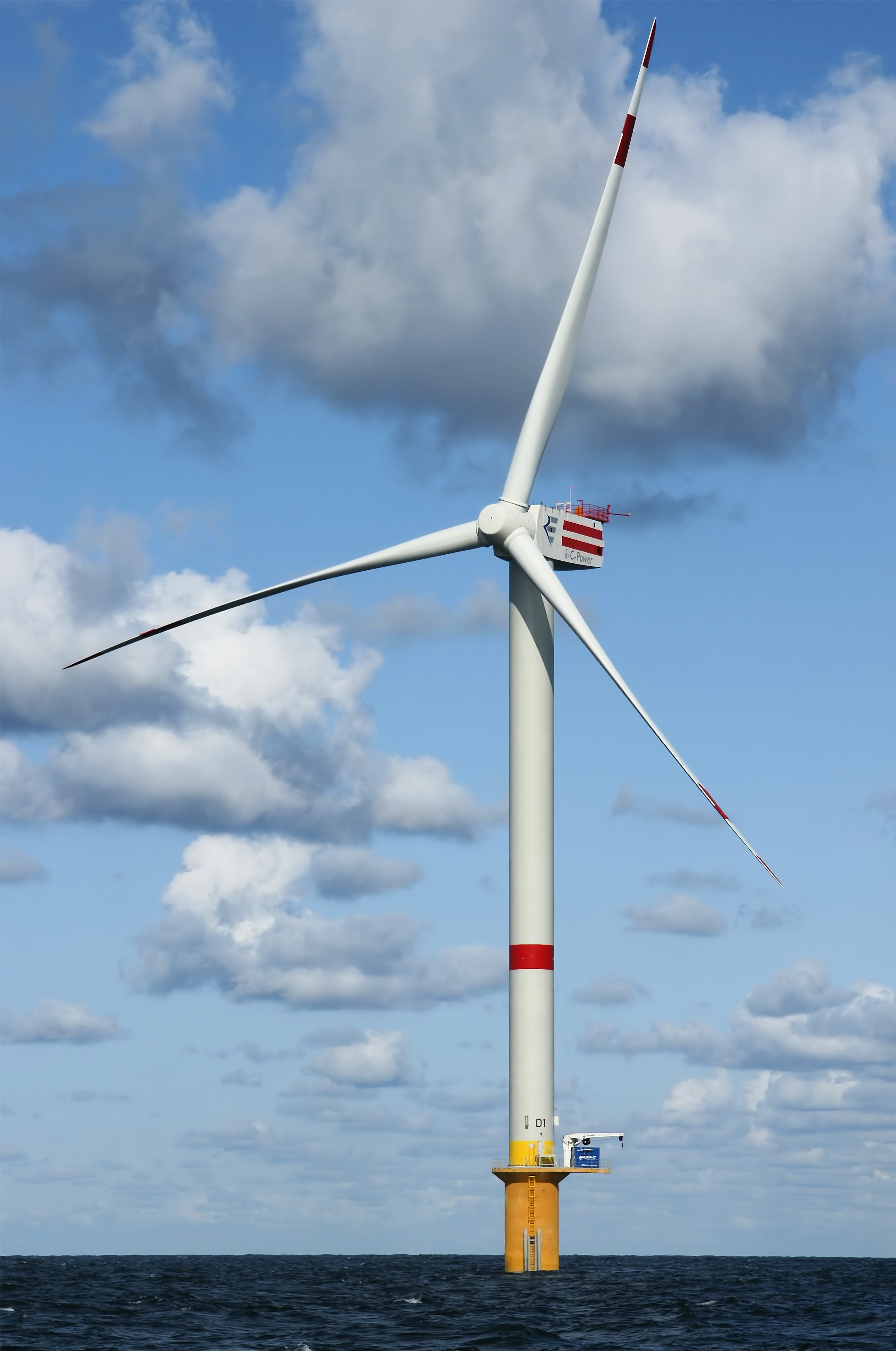
Moderne windturbine in de Noordzee (Thornton Bank)

## Betzlimiet
De stromingsenergie wordt door een windmolen niet volledig omgezet in nuttig vermogen. De luchtstroom wordt bij de molen opgestuwd en stroomt er gedeeltelijk omheen. Als de molen weinig wind doorlaat kan ook weinig energie gewonnen worden. Te veel wind doorlaten is ook niet optimaal. Stel dat de windsnelheid vóór de molen {\displaystyle v} is en er achter {\displaystyle av}, met {\displaystyle 0<a<1}. Uit behoudswetten volgt dan dat van de energiestroom een deel
{\displaystyle C_{p}=(1-a^{2})(1+a)/2}
gewonnen kan worden. {\displaystyle C_{p}} is maximaal 16/27, dat is 59%, als {\displaystyle a=1/3}, de Wet van Betz. Iets meer wind doorlaten is niet erg; voor {\displaystyle a=1/2} is {\displaystyle C_{p}=9/16}, dat is 56%. De molen hoeft er dus niet "amerikaans" uit te zien.

## Liftkracht

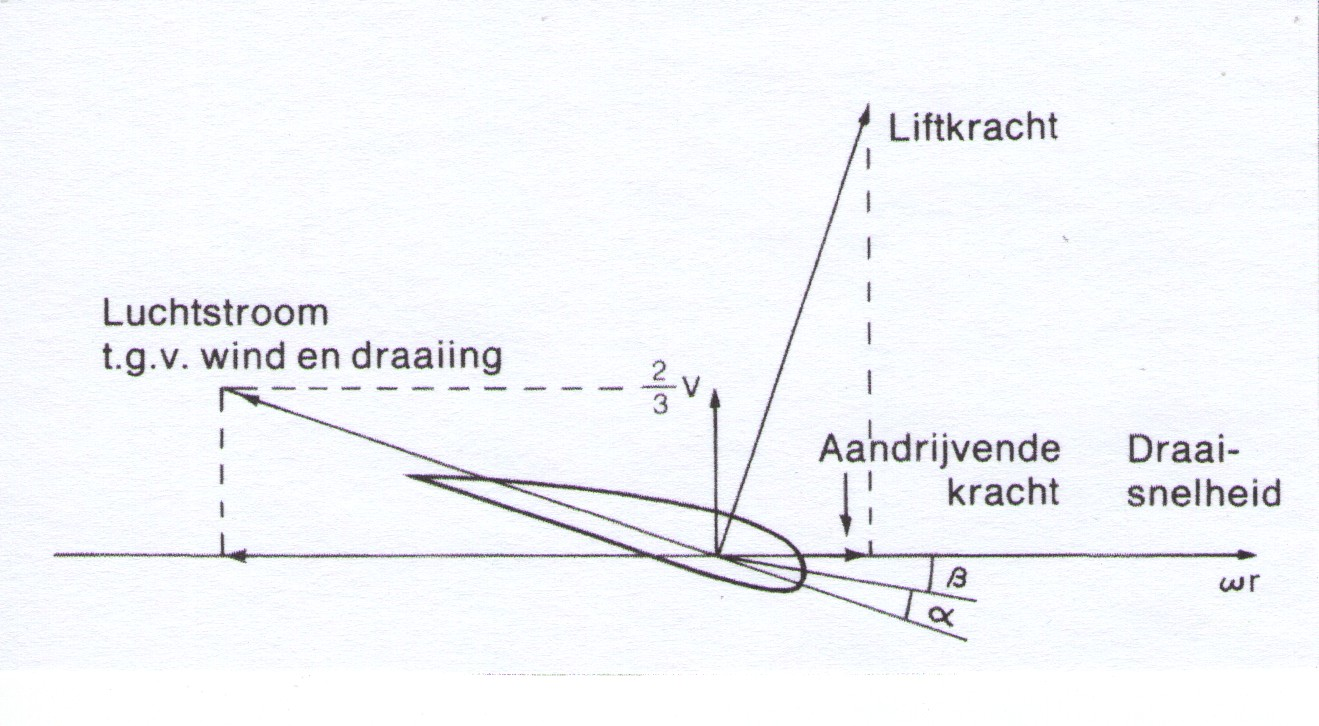
Liftkracht

Beschouw nu van een turbinevleugel met lengte {\displaystyle R} een stuk ter lengte {\displaystyle {\rm {d}}r} op afstand {\displaystyle r} van de turbineas; {\displaystyle 0<r<R}. De vleugelkoorde {\displaystyle k} is een functie van {\displaystyle r}. De hoeksnelheid van de vleugel is {\displaystyle \omega } rad/s (1 radiaal={\displaystyle 180/\pi } graden, het toerental is {\displaystyle 30\omega /\pi } omwentelingen per minuut). De luchtstroom langs het stuk heeft een snelheid {\displaystyle \omega r} in het draaivlak en {\displaystyle 2v/3} loodrecht daarop. Het vleugelstuk ondervindt een liftkracht afhankelijk van de hoek die het maakt met het draaivlak. Bij een bepaalde hoek {\displaystyle \beta } is de lift 0; als de hoek nog {\displaystyle \alpha } groter is is de liftkracht
{\displaystyle {\rm {d}}K=\pi \alpha \rho \omega ^{2}r^{2}k{\rm {d}}r} newton
volgens de theorie van dun vleugelprofiel. De lifthoek {\displaystyle \alpha } heeft een optimale waarde bij 0,2-0,3 rad, voor grotere waarden neemt de lift sterk af (overtrek).

## Vleugelvorm
De kracht {\displaystyle {\rm {d}}K} heeft een component {\displaystyle {\rm {d}}K(2v/3\omega r)} in de draairichting. Deze aandrijvende kracht vermenigvuldigd met de draaisnelheid {\displaystyle \omega r} levert een vermogen {\displaystyle {\rm {d}}P=(2v/3){\rm {d}}K} watt. Dit vermogen {\displaystyle {\rm {d}}P} vermenigvuldigd met het aantal vleugels {\displaystyle N}, moet gelijk zijn aan het vermogensverlies van de windstroom door een ringvormig oppervlak {\displaystyle 2\pi r{\rm {d}}r} dat door het draaiende stuk beschreven wordt:
{\displaystyle N{\rm {d}}P={2 \over 3}Nv\pi \alpha \rho \omega ^{2}r^{2}k{\rm {d}}r={16 \over 27}.{1 \over 2}\rho v^{3}2\pi r{\rm {d}}r}
dus
{\displaystyle Nk={{8v^{2}} \over {9\alpha \omega ^{2}r}}}
De formules voor de koorde {\displaystyle k} en de torsiehoek {\displaystyle \beta }
{\displaystyle \beta +\alpha =2v/3\omega r}
als functie van de straal {\displaystyle r} bepalen de vleugelvorm. In de berekening is verondersteld dat de vleugeltipsnelheid veel groter is dan de windsnelheid, dus {\displaystyle \lambda =\omega R/v>>1}. Dan is {\displaystyle Nk<<2\pi r} voor de vleugel behalve dicht bij de as. Daar worden de koorde en de torsiehoek kleiner gemaakt dan de formule aangeeft. Met een paar smalle vleugels en een hoge tipsnelheid, bijvoorbeeld {\displaystyle \lambda =8}, kan dus de kracht van de wind optimaal benut worden.

## Overtrek
Als de windsnelheid verandert moet het toerental meegaan zodat {\displaystyle v/\omega } gelijk blijft. Dan verandert er niets in bovenstaande theorie. In de praktijk kan dat niet steeds. Variabel toerental combineert niet makkelijk met de vaste 50 Hz frequentie van het lichtnet. In elk geval moet het toerental bij een bepaalde windsnelheid {\displaystyle v_{g}} begrensd worden zodat de turbine niet op hol slaat.
De klassieke Deense windturbine, rond 1980, dreef via een versnellingsbak met vaste toerentalverhouding een asynchrone draaistroomgenerator (kooianker) aan en was direct netgekoppeld. Dit dwong een keuze voor enkele constante snelheden af, vaak was dat 1000 en 1500 toeren per minuut. Aerodynamisch was dat niet optimaal.
Moderne windturbines hebben wel een variabel toerental voor {\displaystyle v<v_{g}}. Bij de Deense turbine werd het vermogen bij hoge windsnelheid {\displaystyle v>v_{g}} begrensd door overtrek. Dit is een eenvoudig en betrouwbaar middel tegen overbelasting dat nog steeds toegepast wordt in minder geavanceerde windturbines. Zie ook Windturbinevermogen.